# أحلام المسفر
أحلام المسفّر هي فنانة تشكيلية مغربية تنتمي إلى الجيل الثالث من الفنانين التشكيليين المغاربة. هي واحدة من الفنانين الأكثر تأثيرا[بحاجة لمصدر].

## سيرتها
ولدت أحلا لمسفر في عام 1950 في مدينة الجديدة في المغرب. حاليا، تعيش وتعمل في مدينة الدار البيضاء.